# 廬陵縣
廬陵縣，戰國末期时设置的县，清乾隆《泰和縣志》引南宋淳熙《西昌志》：“秦始皇二十年，置廬陵縣。”。
庐陵一名来源在《水经注》说其是因泸水故名。
秦、漢、三國時期，廬陵縣治設于泰和縣城西三里，明《永樂大典》引《吉安府圖經志》：“西昌故城，在泰和縣西三里，《輿地志》云：漢時為廬陵縣，屬豫章，后改為西昌縣。”
東漢建安四年（199），孫策遣孫輔平定廬陵郡，改廬陵縣為西昌縣（今吉安市泰和縣），為廬陵郡治。
隋開皇十年（590），改石陽縣（東漢永元八年分新淦縣置）為廬陵縣（今吉安市吉安縣）。
民國三年（1914），改廬陵縣為吉安縣。